# Hemingford
Hemingford is een plaats (village) in de Amerikaanse staat Nebraska, en valt bestuurlijk gezien onder Box Butte County.

## Demografie
Bij de volkstelling in 2000 werd het aantal inwoners vastgesteld op 993. In 2006 is het aantal inwoners door het United States Census Bureau geschat op 895, een daling van 98 (-9,9%).

## Geografie
Volgens het United States Census Bureau beslaat de plaats een oppervlakte van 1,7 km², geheel bestaande uit land. Hemingford ligt op ongeveer 1300 m boven zeeniveau.

## Plaatsen in de nabije omgeving
De onderstaande figuur toont nabijgelegen plaatsen in een straal van 56 km rond Hemingford.